# Нестеровский, Никифор Авраамович
Ники́фор Авраа́мович Нестеро́вский (укр. Ники́фір Гавра́мович Нестеро́вський; 4 (16) мая 1886 — 9 августа 1938) — офицер Русской императорской армии, полковник (1917), Георгиевский кавалер (1917), военспец Красной армии (1918), краснознамёнец (1920), комбриг (1935). В 1926—1930 годах — член Всеукраинского ЦИК. Расстрелян в 1938 году.

## Биография
Из мещан. Православного вероисповедания. Родился в 1886 году в местечке Меджибож Летичевского уезда Подольской губернии в трудовой семье гончара. Окончил городское 2-х классное училище с шестилетним курсом обучения.

### Служба в Русской армии
В 17-ти летнем возрасте, выдержав при реальном училище испытания по наукам в объёмах требований для вольноопределяющихся 2-го разряда, 24 апреля 1903 года вступил в военную службу в 30-й пехотный Полтавский полк (г. Прасныш, Царство Польское) вольноопределяющимся рядового звания. В 1904 году произведен в унтер-офицеры.
В 1905 году был командирован в Казанское пехотное юнкерское училище для прохождения курса наук. В 1907 году окончил по 1-му разряду (на «отлично») курс наук в училище и 02.08.1907 произведен из портупей-юнкеров в подпоручики (со старшинством в чине с 24.03.1906), с назначением на службу в 44-й пехотный Камчатский полк (г. Луцк). 10.10.1910, за выслугу лет,  произведен в поручики (со старшинством с 24.03.1910).
29 июня 1912 года был переведен в 16-й Сибирский стрелковый полк (г. Сретенск, Забайкальской области). В 1912—1913 годах — младший офицер 5-й роты полка, в 1913—1914 годах — младший офицер 6-й роты полка.

#### Первая мировая война
Участник Первой мировой войны. 17 августа 1914 года, с 16-м Сибирским стрелковым полком, выехал по железным дорогам из Сретенска в действующую армию и 20.09.1914 прибыл в Варшаву. С сентября 1914 года участвовал (в рядах того же полка, в составе 2-го Сибирского армейского корпуса) в боях на Северо-Западном, с августа 1915 года — на Северном, фронте. Командовал ротой.
25.10.1914, за выслугу лет, произведен в штабс-капитаны (старшинство — с 24.03.1914), затем, 21.05.1915, за отличие в делах против неприятеля, — в капитаны (старшинство — с 14.02.1915). В бою 10.07.1915 был контужен (остался в строю).
За годы войны удостоен пяти боевых орденов, в том числе — ордена Святого Георгия 4-й степени, и британского Военного креста (Military Сross, МС). 
В 1916—1917 годах командовал 1-м батальоном того же полка. С 31.05.1916 — подполковник (старшинство — с  06.12.1915). После Февральской революции 1917 года был (по совместительству) председателем полкового комитета. Летом и осенью 1917 года находился с 16-м Сибирским стрелковым полком в составе 12-й армии Северного фронта, в Прибалтике (под Ригой).
5 сентября 1917 года Временным Правительством произведен в полковники (со старшинством с 06.12.1916).
После Октябрьской революции 1917 года — выборный командир батальона, с конца декабря 1917 года — выборный, временно исполняющий должность, командир 16-го Сибирского стрелкового полка.
В 1917/1918 годах — член партии левых эсеров.
В апреле 1918 года, после расформирования и демобилизации полка, был демобилизован из «старой» Русской армии.

### Служба в Красной армии
С апреля 1918 года бывший полковник Нестеровский — в Красной армии, участник Гражданской войны на стороне «красных».

#### Гражданская война
В годы гражданской войны военспец Нестеровский воевал с белоказаками и белогвардейцами под Астраханью и Царицыном, с буржуазными националистами на Кавказе. Назначался на должности: инструктора по организации частей Красной армии в Донецком бассейне (апрель—май 1918), комиссара мобилизационного отдела, заведующего общим отделом военного комиссариата Донской республики (май—июнь 1918), председателя мобилизационной комиссии Царицынского военного комиссариата.
В 1919 году, в ходе обороны Астрахани, руководил обороной Чёрного Яра.
В 1920 году Реввоенсоветом Республики был награждён орденом Красного Знамени РСФСР. Из приказа Реввоенсовета № 372 от 3 августа 1920 года о награждении орденом:
- «на военрука тов. Нестеровского ещё в начале июля месяца 1919 г. была возложена оборона гор. Чёрного Яра … Его опыт, энергия и работоспособность не застав или себя долго ждать. В короткий промежуток времени город был достаточно укреплен, и все мельчайшие подробности обороны были предусмотрены. Всегда и всюду тов. Нестеровский был сам и умело руководил работой. 28, 29 июля и 6 августа противник наступал на гор. Чёрный Яр, но, вдохновляемые храбростью и мужеством своего командира тов . Нестеровского, войска с честью отбивали противника, нанося ему значительные потери, и неприятель через несколько времени отступил на значительное расстояние от города. С 17 сентября противник снова стал надвигаться на Чёрный Яр. Тов. Нестеровский, усиленно подготовляясь, чтобы достойно встретить упорного врага, совершенствовал окопы и проволочные заграждения, ободрял красноармейцев и сам, лично наблюдал за приближением противника. В ночь с 26 на 27 сентября противник, открыв ураганный артиллерийский и пулеметный огонь, повел наступление на город силами, значительно превосходившими наши. Тов. Нестеровский был на своем месте, умело, спокойно и хладнокровно руководя обороной, не упустил момента показать свою личную храбрость. Взяв имеющихся налицо 15 всадников местной караульной роты, он с гиком помчался за проволочные заграждения на колеблющегося противника и, несмотря на сильный ружейно-пулеметный огонь, заставил врага сдаться, взяв в плен 250 человек при 2-х пулеметах».

В 1920 году Нестеровский — командир Сводной дивизии, действовавшей на Северном Кавказе, затем — командир 28-й стрелковой дивизии, с исполнением обязанностей начальника военного гарнизона г. Баку.
С января 1920 года — член РКП(б)/ВКП(б).

#### Послевоенная служба в Красной армии
После Гражданской войны — на ответственных должностях в РККА. С апреля 1921 — командир 2-й отдельной Саратовской бригады, с июня 1922 — командир 32-й Саратовской стрелковой дивизии.
В 1923—1924 годах был слушателем Высших академических курсов (ВАК) при Военной академии РККА, для особых поручений при Штабе РККА.
С июня 1924 — командир 95-й Первомайской стрелковой дивизии.
В 1926—1930 годах — член Всеукраинского ЦИК.
В 1928 году окончил курсы усовершенствования начальствующего состава при Военной академии имени М. В. Фрунзе.
С января 1930 — командир и военный комиссар 51-й Перекопской стрелковой дивизии имени Моссовета.
С ноября 1930 — начальник снабжения, с марта 1931 — начальник военно-хозяйственного снабжения Особой Краснознаменной Дальневосточной армии (ОКДВА). С ноября 1931 — в распоряжении Главного управления РККА.
С января 1932 — командир и военный комиссар 94-й (Красноярской) стрелковой дивизии.
В декабре 1933 года назначен начальником 1-го сектора военно–хозяйственного отдела Приволжского военного округа. С декабря 1934 — начальник военно–хозяйственного отдела того же округа.
С августа 1935 — в распоряжении Управления по начсоставу РККА. С октября 1935 — начальник военной подготовки учащихся гражданских учебных заведений Уральского военного округа.
С декабря 1935 года — комбриг.
В начале 1938 года исполнял обязанности командира 82-й стрелковой дивизии.

### Дальнейшая судьба
19 февраля 1938 года комбриг Нестеровский арестован органами НКВД. 9 августа 1938 года, по обвинению в участии в военном заговоре, Военной коллегией Верховного суда СССР приговорен к расстрелу. Приговор приведен в исполнение.
Реабилитирован определением Военной коллегии от 29 июня 1957 года.

## Награды
- Медаль «В память 100-летия Отечественной войны 1812» (1912)
- Медаль «В память 300-летия царствования дома Романовых» (1913)
- Орден Святого Владимира 4-й степени с мечами и бантом (ВП от 21.05.1915)
- Британский Военный крест (Military Сross, МС) (ноябрь 1915)
- Орден Святого Станислава 3-й степени с мечами и бантом (утв. ВП от 01.02.1916)
- Орден Святой Анны 3-й степени с мечами и бантом (утв. ВП от 05.05.1916)
- Орден Святого Станислава 2-й степени с мечами (утв. ВП от 30.08.1916)
- Орден Святого Георгия 4-й степени (ПАФ от 28.08.1917)  …за то, что 25 декабря 1916 г., при атаке сильно укреплённой позиции противника к югу от озера Бабит, командуя двумя батальонами названного полка и имея задачей атаковать сильный опорный пункт — Пулемётную горку, успешно выполнил данную ему задачу. Находясь лично в условиях исключительной трудности и опасности, атаковал во фланг и тыл противника, чем и облегчил задачу всего отряда к овладению укреплённым районом Бабитского языка.
- Орден Красного Знамени РСФСР (Приказ РВСР от 03.08.1920 № 372)

## Семья
На 1912—1915 годы — был холост.
В советское время — женат:
- жена — Зинаида Николаевна, урождённая Якунина.
- дети — сыновья: Герман (1923 года рождения), Владлен (1926 года рождения), Леонид (1928 года рождения).